# Avions à réaction (film)
Pour plus de détails, voir Fiche technique et Distribution.

Avions à réaction (anglais: Screaming Jets) est un court métrage métrage documentaire canadien réalisé en  1951 par Jack Olsen (en).

## Synopsis
Les progrès réalisés au Canada dans le domaine de l'avionnerie : l'usine Canadair de Montréal produit le Sabre F-86, des ingénieurs de Toronto construisent le nouvel avion de transport Jetliner et un nouveau chasseur canadien, le CF-100, est créé dans les usines de Avro-Canada. L'Angleterre, les États-Unis et la Russie dévoilent aussi certains de leurs plus récents appareils.

## Fiche technique
- Titre original : Screaming Jets
- Titre français : Avions à réaction
- Réalisation : Jack Olsen
- Producteur : Sydney Newman
- Photographie : Jean-Marie Couture
- Musique originale : Robert Fleming (en)
- Montage : Nicholas Balla
- Narration française : Roger Baulu, Henri Bergeron
- Société de production : Office national du film du Canada
- Durée : 11 minutes
- Direction du son : Don Wellington
- Format : Noir et Blanc - son : mono
- Date de sortie :  1951
- Pays d’origine : Canada